# Кріссі Гайнд
Кріссі Еллен Гайнд (англ. Chrissie Hynde; 7 вересня 1951, Акрон, Огайо, США) — американська рок-виконавиця, співачка, гітаристка, авторка пісень, композиторка та акторка. Фронтвумен рок-гурту «The Pretenders» з 1978 року, крім неї також в гурті виступає постійний ударник гурту з першого складу Мартін Чемберс. Також рестораторка та автобіографістка. Визначила новий стиль у жанрах як панк-рок, постпанк та нова хвиля у 1980-ті, вплинула на рок-сцену 1980-х.

## Біографія
Народилася 7 вересня 1951 року в місті Акрон, штат Огайо, США, в сім'ї менеджера і секретаря фірми «Yellow Pages». Гайнд закінчила середню школу Firestone в місті Акрон, потім вона згадувала що їй не надто цікаво було навчатися в середній школі, Гайнд ніколи не ходила на танці, і не ходила на побачення, і як вона ще говорила що школу вона не часто відвідувала і це було жахливо як згадувала Гайнд. Але крім того вона любила відвідувати місцеві рок-гурти, і це було для Гайнд великим задоволенням. Гайнд їздила в Клівленд щоб постерігати за будь яким музичним гуртом у вільний час, і Гайнд більше була закохана в хлопців із рок-гуртів, чим в тих хлопців яких було багато навколо поза гуртами, як ще говорила Гайнд в неї були важливіші справи це серйозність займатися музикою. У 70-х роках Гайнд цікавиться таким значення контркультура, хіпі, східною містикою, та вегатеріанством.
У 1983 році народила дочку Наталі від цивільного шлюбу з Реєм Девісом, засновником гурту «The Kinks». У з Джимом Керром з гурту Simple Minds народила дочку Ясмін. У 1997 році Гайнд одружилася зі скульптором колумбійського походження Лучо Бріевми. У 2002 році шлюб розпався.
Кріссі Гайнд є вегетаріанкою. Вона сповідує вайшнавізм, відгалуження Індуїзму.

## Кар'єра
З дня заснування рок-гурту The Pretenders у 1978 році Кріссі Гайнд є його вокалісткою, гітаристкою та авторкою пісень, тоді як більшість її колег померли від наркотичного передозування. Попри постійні зміни складу, колектив досяг великого комерційного успіху в історії рок-музики і зберігає свою популярність понині.
Гайнд є однією з успішних жінок рок-лідерок та вокалісток, на переконання критики. Вона визначила новий стиль у таких жанрах, як панк-рок, постпанк та нова хвиля у 1980-ті. Гайнд вплинула також і на рок-сцену 1980-х та на інших рок-виконавців. У 2004 році Кріссі Гайнд як експертка взяла участь у відборі 50 Величних виконавців усіх часів за версією до журналу Rolling Stone.

## Артистичність і вплив
Гайнд має вокальний діапазон контральто. До 1978 року не задовго до появи гурту «The Pretenders», Гайнд не мала уявлення як вона звучить, вона вчилася співати сама і пояснювала це тим що її вокал це стан її внутрішнього стану, душі і почуття, це розчарування, самотність, страх, гнів, не впевненість, зарозумілості, та простої чистої наполегливості але не вчитель вокалу. У 2023 році журнал Rolling Stone поставив Гайнд на 114 місце у своєму списку 200 найкращих співаків усіх часів. Співачка Мадонна в 1994 році згадала про Кріссі Гайнд і говорила: «Я бачила її  гру в Центральному парку у серпні 1980 року виступючи разом з The Pretenders вона була приголомшлива і це дало мені сміливість і натхнення щоб побачити жінку з такою впевненістю у світі чоловіків». На Кріссі Гайнд вплинули такі виконавиці як Сьюзі Сью, Лене Ловіч, Джоан Джетт, Іггі Поп.

## Дискографія

### «The Pretenders»
| Назва альбому            | Рік видання | Лейбл                                    | Формат          | Статус                   |
| ------------------------ | ----------- | ---------------------------------------- | --------------- | ------------------------ |
| Pretenders               | 1980        | Real Records, Sire Records               | LP платівка     | UK: Gold, US: Platinum   |
| Pretenders II            | 1981        | Sire Records                             | LP платівка     | UK: Silver, US: Platinum |
| Learning to Crawl        | 1984        | Sire Records                             | LP платівка     | UK: Gold, US: Platinum   |
| Get Close                | 1986        | Sire Records, Warner Music Group         | LP платівка     | UK: Gold, US: Gold       |
| Packed!                  | 1990        | Sire Records, Warner Music Group         | LP платівка     | UK: Silver               |
| Last of the independents | 1994        | Sire Recirds, Warner Music Group         | LP платівка, CD | UK: Gold, US: Gold       |
| Viva el Amour            | 1999        | Warner Bros. Records, Warner Music Group | CD              | UK: — US:-               |
| Loose Screw              | 2002        | Artemis Records                          | CD              | UK:- US:-                |
| Break up the Concerte    | 2008        | Shangri-La Music                         | CD              | UK:- US:-                |
| Alone                    | 2016        | BMG Rights Management                    | CD              | UK:- US:-                |